# Puente San Mateo-Hayward
El puente de San Mateo-Hayward (comúnmente llamado el puente de San Mateo) es un puente que cruza la bahía de San Francisco del estado de California. Proporciona un enlace de la Península de San Francisco con la Bahía Este. El extremo oeste del puente se encuentra en la ciudad de Foster, un suburbio en el borde este de San Mateo. El extremo este del puente está en Hayward. Es el puente más largo de California y era el 6.º más largo del mundo al ser inaugurado (en 2018, el 48.º). El puente es propiedad del estado de California y es mantenido por Caltrans, la agencia estatal de carreteras. La Autoridad de Peaje del Área de la Bahía provee supervisión adicional.
El puente forma parte de la ruta estatal 92, cuya terminal occidental se encuentra en la ciudad de Half Moon Bay, en la costa del Pacífico. Enlaza la autopista interestatal 880 en el East Bay con la ruta 101 de los Estados Unidos en la Península. Es aproximadamente paralelo y se encuentra entre el puente de la Bahía de San Francisco-Oakland y el puente de Dumbarton, y a veces es utilizado por los viajeros para evitar retrasos en el tráfico debido a emergencias en esos puentes.

## Historia y descripción

### Puente original 1929
La San Francisco Bay Toll-Bridge Company emitió US$4 500 000 ($55 200 000 en 2017) en bonos para recaudar una porción del presupuesto estimado de US$7 500 000 ($92 000 000 en 2017) requerido para construir el primer puente. Se preveía que los ingresos operativos del primer año serían de US$868 469 ($10 659 000 en 2017), pero el puente original perdió dinero en su primer año de operación.
El puente original, conocido como el puente de peaje de la bahía de San Francisco, se abrió el 2 de marzo de 1929 después de aproximadamente un año de construcción. Era una empresa privada y era entonces el puente más largo del mundo. El puente original era en su mayor parte un caballete de dos carriles con cinco vanos de celosía de 91 m en el centro que incorporaban un elevador vertical sobre el canal principal de transporte marítimo. El espacio libre cuando el elevador estaba abajo para permitir el tráfico por carretera sobre el puente era de 35 pies (11 m), y el espacio libre cuando el elevador estaba arriba para permitir que el tráfico marítimo pasara el puente era de 135 pies (41 m).
Aunque la prensa inicial era favorable, el tráfico diario cayó desde los primeros meses y nunca superó los 2000 coches por día hasta 1947. El Estado de California compró el puente el 12 de septiembre de 1951 por US$6 000 000 ($49 200 000 en 2017). En 1955, el tráfico superaba los 9000 coches por día, y en 1957, el tráfico se detuvo una media de seis veces al día para permitir que el tráfico marítimo pasara por el puente. El puente originalmente tenía postes luminosos a lo largo de todo el tramo, que luego fueron abandonados excepto sobre el tramo de elevación vertical. El tráfico en el puente aumentó de 3000 coches por día en 1929 a 56 000 coches por día en 1968. Antes de que el nuevo puente estuviera terminado, California puso a la venta las vigas de celosía originales en 1965, con el comprador obligado a retirar las cinco vigas de celosía una vez terminado el puente de 1967.

### 1967 puente ortotrópico
Con el aumento del tráfico por carretera y marítimo, un proyecto de ley fue introducido en 1961 por el senador estatal Richard J. Dolwig para financiar un nuevo puente fijo de alto nivel para reemplazar el puente elevador de 1929. El moderno vano, que comenzó a construirse el 17 de julio de 1961, se abrió al tráfico en 1967 a un costo de 70 millones de dólares (447 millones de dólares en 2017). La mejora originalmente diseñada mantendría el tramo de elevación existente (junto con los retrasos asociados debido al tráfico de buques que pasan), añadiendo una segunda cubierta a los truss spans y ensanchando los trtles existentes a cuatro carriles, pero la California Toll Bridge Authority agregó US$30,000 000 000 ($213 700 000 en 2017) al presupuesto del proyecto en septiembre de 1961 para reemplazar el tramo de elevación existente por un tramo fijo de doble cubierta de alto nivel, el cual habría sido similar en apariencia a un tramo de elevación.
Para ese entonces, las fases previas del proyecto ya habían sido adjudicadas para reubicar la plaza de peaje de San Mateo a Hayward en un nuevo relleno y se habían presentado ofertas para el nuevo caballete oriental, con la construcción del caballete adjudicado a Peter Kiewit Sons. El diseño terminado de una sola cubierta no se finalizó hasta enero de 1962, estimándose que los trabajos se completaron inicialmente en 1965.
El nuevo tramo ganó dos premios en 1968: un premio ASCE Award for Outstanding Civil Engineering Achievement y un premio puente del American Institute of Steel Construction.
William Stephen Allen fue contratado como consultor arquitectónico, aunque el puente fue diseñado por la Bay Toll Crossings Division (bajo la dirección del ingeniero jefe Norman C. Raab) del Departamento de Obras Públicas de California. Chuck Seim, uno de los ingenieros de diseño que trabaja para Bay Toll Crossings, luego mencionaría la crítica de Allan Temko al diseño económico de la celosía de Raab para el cruce Richmond-San Rafael por generar suficiente presión pública para impulsar el diseño de una sola cubierta. El artículo de Temko citaba a T. Y. Lin se opone a una repetición del diseño de Richmond-San Rafael, pero Lin finalmente le dio a Temko el mérito del diseño. Raab se jubiló y su sucesor, E. R. "Mike Foley, estaba dispuesto a incorporar consideraciones estéticas, resultando en el diseño final. El tramo occidental de gran altura presenta una superestructura de acero, con una plataforma ortotrópica sobre dos vigas de caja paralelas, siguiendo la construcción de varios puentes de pruebas más pequeños utilizando la misma tecnología de cubierta ortotrópica. Fue el primer uso a gran escala de una cubierta ortotrópica, lo que reduce el peso, y por lo tanto la carga sísmica, aunque se espera que el puente reciba daños moderados a importantes después de un terremoto.
Murphy Pacific Marine construyó la barcaza-grúa flotante Marine Boss en 1966 con una capacidad de 500 toneladas cortas (454 t) para realizar la pesada viga de caja y los elevadores de sección de cubierta. La gran capacidad de elevación del Marine Boss le permitió a Murphy Pacific levantar vigas prefabricadas mucho más largas de lo que habrían permitido las grúas barcazas existentes. Las secciones de la viga de la caja y de la cubierta fueron fabricadas en el patio Richmond de Murphy Pacific y fueron llevadas por Marine Boss al sitio de construcción del puente. Marine Boss se vendió para chatarra en 1988 a Weeks Marine en Nueva Jersey, que lo rebautizó como Weeks 533 y lo reacondicionó. Weeks 533 se han utilizado desde entonces para varios levantamientos pesados notables, incluyendo el traslado del Concorde y Enterprise al Intrepid Sea, Air & Space Museum y el levantamiento del casco caído del vuelo 1549 de US Airways desde el río Hudson.

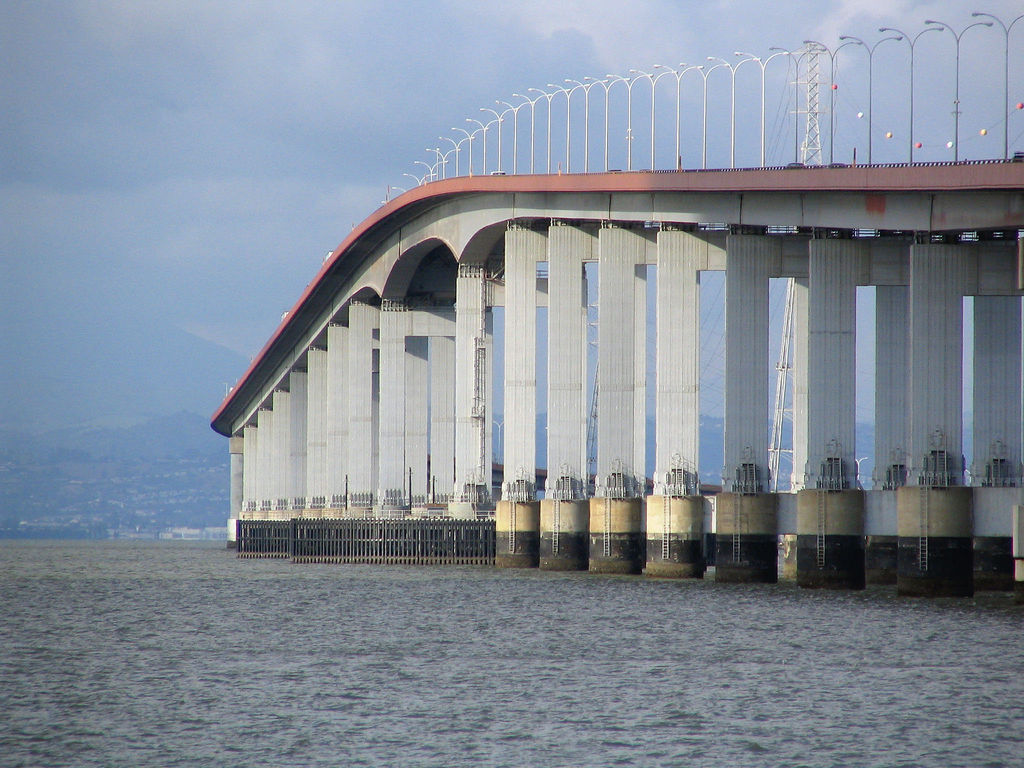
El tramo alto del puente de San Mateo-Hayward (puente de 1967).

La longitud total del puente es de 7 millas (11.3 km), que está formado por un tramo occidental de 1.9 millas (3.1 km) de altura y un tramo oriental de caballete de 5.1 millas (8.2 km). Se utilizaron 425 000 yardas cúbicas (324 936 m³) de relleno en el extremo de Hayward para reclamar terrenos para colocar la plaza de peaje y los edificios administrativos. El vano del caballete oriental se construyó sobre 4.840 pilotes huecos de hormigón pretensado, cada uno de 60-90 pies (18-27 m) de largo. El contratista construyó un patio de fundición en Richmond para producir las pilas de concreto continuamente. En 1963 se completó el nuevo tramo oriental del caballete y se trasladó a él el tráfico sobre el puente existente de 1929.
Las obras del tramo occidental de gran altura se licitaron en octubre de 1964 y comenzaron en 1965. Cruza un canal de embarque, con un vano principal ortotrópico de 750 pies (229 m) de largo (en ese momento, el vano más largo de los Estados Unidos) y tiene un espacio libre vertical de 135 pies (41 m). El vano principal está flanqueado por dos vanos lumbares ortotrópicos de 375 pies (114 m) de largo cada uno, y hay siete vanos laterales ortotrópicos en la aproximación a cada vano lumbar. Cada uno de estos vanos laterales tiene 292 pies (89 m) de largo. Aunque estos vanos parecen formados por vigas continuas de cajón, consisten en vanos de anclaje alternados y vanos suspendidos. Los vanos de anclaje descansan ligeramente sobre dos pilares adyacentes y voladizos a cada lado, y los vanos suspendidos se cuelgan entre los extremos de dos vanos de anclaje adyacentes. Hay nueve vanos adicionales de acero de 208 pies (63 m) que transportan una plataforma de concreto en el lado de San Mateo del edificio alto, y diez vanos de acero que transportan una plataforma de concreto en el lado de Hayward, que van desde 186-208 pies (57-63 m). El puente transporta alrededor de 93 000 coches y otros vehículos en un día típico, casi el doble de su capacidad proyectada original de diseño de 50 000 vehículos por día.
La cubierta de acero del puente, de aproximadamente 418 000 pies cuadrados (38 833 m²), fue pavimentada con una superficie de concreto de asfalto epoxi en dos capas. El Puente de San Mateo fue el primer despliegue de una superficie de desgaste de concreto de asfalto epóxico. A partir de 2005, la superficie de desgaste original todavía estaba en uso, pero fue reemplazada posteriormente en 2015.
El tramo de gran altura se construyó inicialmente con seis carriles y la calzada oriental con cuatro carriles (dos en cada sentido). La sección de la calzada era un cuello de botella perenne del tráfico hasta que se amplió a seis carriles en 2002, junto con mejoras muy necesarias en sus conexiones con la autopista interestatal 880 en Hayward.
El servicio de autobús sobre el puente es proporcionado por AC Transit's Line M Transbay.

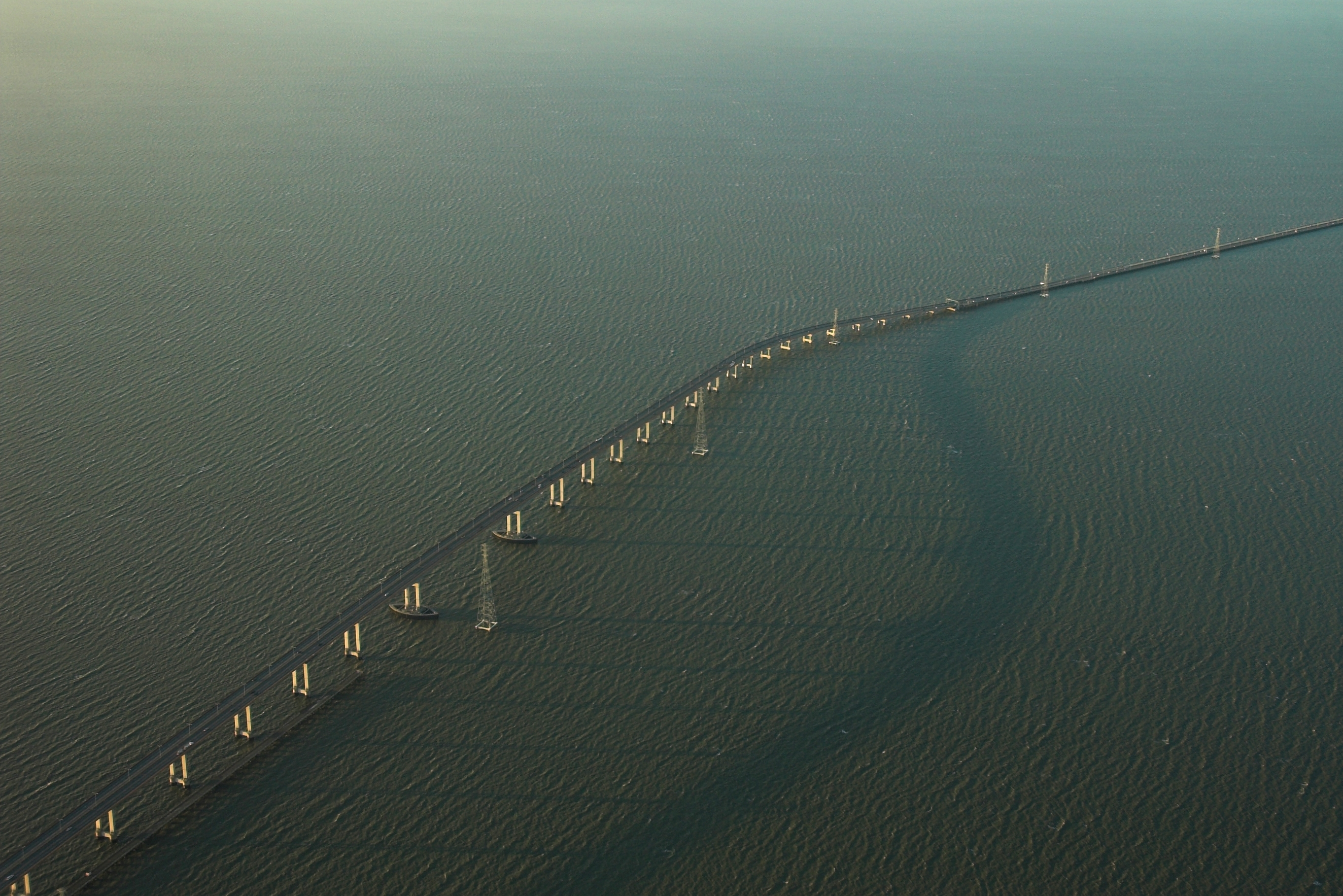
Puente San Mateo-Hayward (1967), mostrando algunas de las torres eléctricas de transmisión paralelas a la ruta del puente y el muelle de Werder (a la izquierda)

Las líneas de alta tensión construidas por PG&E en la década de 1950 son paralelas al puente que cruza la bahía. Proporcionan energía a la península y a San Francisco.

### Actualizaciones y reparaciones

#### Mejoras sísmicas (1997-2000)
El puente se cerró tras el terremoto de Loma Prieta de 1989 como precaución, pero se reabrió el 18 de octubre de 1989. Se sometió a un extenso reacondicionamiento sísmico para protegerse contra daños sísmicos de 1997 a 2000.

#### Ensanche (2002-2003)
El puente fue considerado el peor viaje nocturno al área de la bahía, que terminó con la terminación de un nuevo caballete oriental que transportaba tráfico de puente hacia el oeste en 2002. El tráfico de los puentes en dirección este se apoderó completamente del viejo caballete, aunque el tráfico en dirección este no se amplió a tres carriles hasta febrero de 2003. Financiado como parte del programa regional de la Medida Regional (RM) 1 de BATA, que elevó los peajes de los puentes, la nueva porción de caballete de baja altura del puente agregó 10 pies (3.0 m) en ambos lados en ambas direcciones y efectivamente amplió el tráfico de cuatro a seis carriles, coincidiendo con la configuración de la porción de gran altura del puente. Con la finalización del nuevo caballete en dirección oeste, el límite de velocidad del puente se elevó a 65 millas por hora (105 km/h).

#### Haz sísmico (2010-2012)
Una viga, que había sido agregada como parte del proyecto de readaptación sísmica, fue encontrada en una condición agrietada durante una inspección rutinaria en octubre de 2010. La viga, que se encontraba en dirección oeste hacia (este de) la sección alta, fue remendada con una placa de acero como reparación de emergencia, y las reparaciones permanentes, que requerían una parada de fin de semana, se completaron dos años más tarde.

#### Repavimentado (2015)
Después de casi cuarenta años de servicio de la superficie de desgaste ortotrópica original de la cubierta, Myers and Sons Construction, una sociedad entre C. C. Myers y Sterling Construction Company, fue el licitador seleccionado para remover y reemplazar la superficie de desgaste en la parte alta en 2015. Los trabajos requirieron dos cierres de fin de semana completos los días 8-11 de mayo de 2015 y 22-25 de mayo de 2015. La nueva superficie de desgaste de concreto de poliéster, desarrollada por Caltrans y utilizada con gran éxito en otros puentes del Área de la Bahía, se espera que sea por lo menos tan durable como el asfalto epóxico original, según pruebas de laboratorio.
El puente se cerró al tráfico, por primera vez desde su apertura, a partir de las 22:00 horas del viernes 8 de mayo de 2015, para el rejuvenecimiento y mantenimiento. El puente se reabrió antes de las 4 de la mañana del lunes 11 de mayo de 2015. Se cerró de nuevo para la fase final durante el fin de semana del Día de los Caídos, 22-25 de mayo de 2015, reabriendo completamente a las 4:55 a. m. el 25 de mayo.

### Muelle de Werder

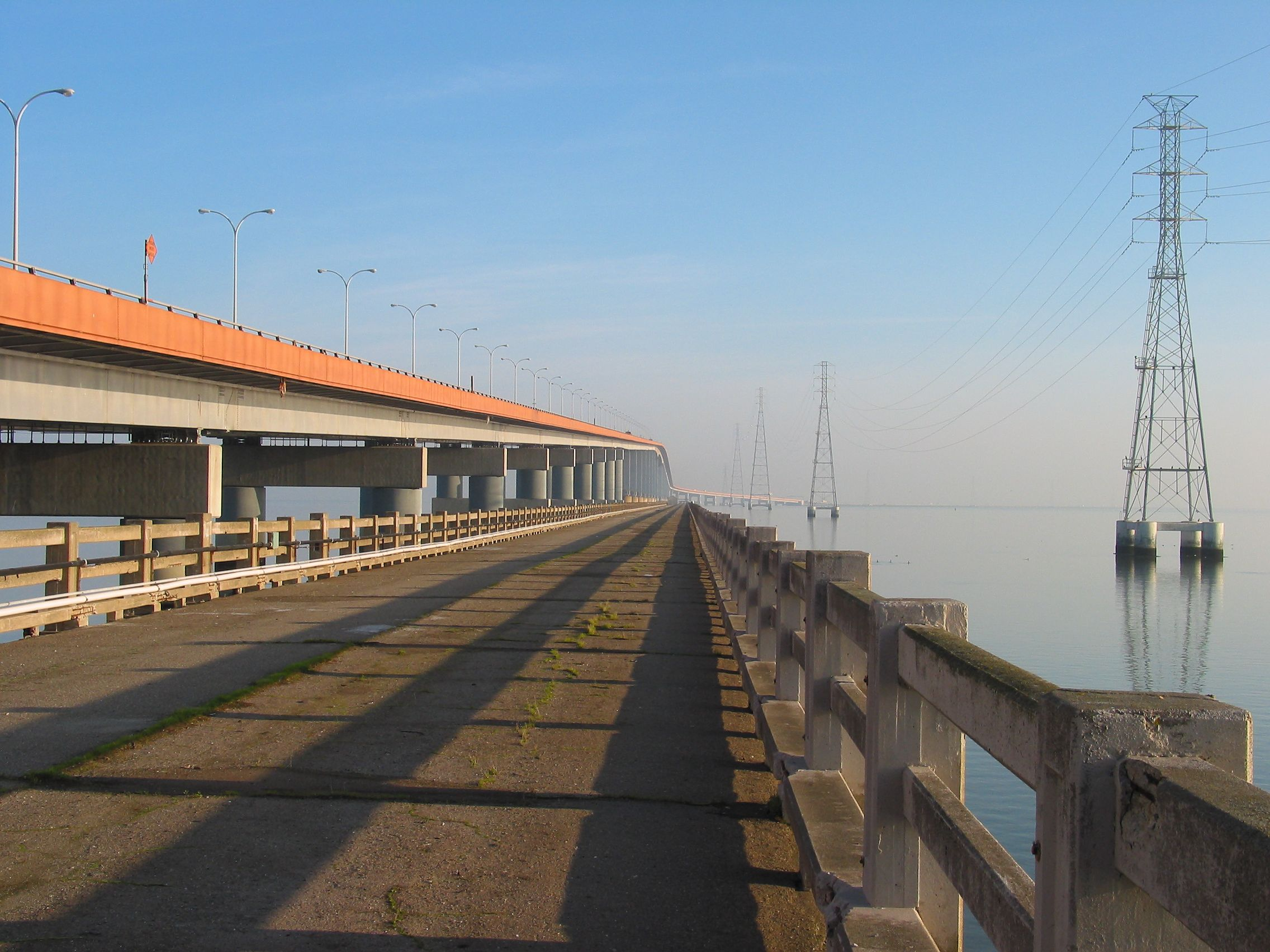
Werder Pier, el remanente del muelle occidental original de 1929.

Después de que se construyera el nuevo puente, el puente viejo fue demolido pero el enfoque occidental (el tramo de caballete hasta las vigas originales de la celosía) fue comprado por el condado de San Mateo en 1968 por la suma nominal de US$10 ($60 en 2017) y retenido como el Muelle Pesquero de Werder de 1236 m, el cual fue conocido como uno de los mejores lugares para capturar tiburones en la bahía de San Francisco. El condado de San Mateo operó Werder Pier bajo un contrato de arrendamiento con Caltrans, el cual establecía que Caltrans puede revocar temporalmente el contrato de arrendamiento para realizar el uso del muelle como área de escala para reparaciones al periodo de 1967, y que el condado de San Mateo debe mantener el muelle y mantenerlo abierto para uso público por veinticinco años.
El muelle de Werder fue cerrado al público en 1996, cuando Caltrans lo usó como área de equipamiento para el reacondicionamiento sísmico del tramo de 1967. Además, había preocupaciones en cuanto a la responsabilidad, ya que la estructura del muelle se había degradado debido a la exposición a elementos marinos. Se preparó un informe para el Condado en 2004; el costo de rehabilitar el muelle y proporcionar algunas mejoras se estimó en hasta US$7 200 000 ($8 100 000 en 2017), dependiendo de una evaluación más detallada del estado del muelle, ya que la investigación para el informe reveló numerosas grietas, salientes y acero de refuerzo expuesto. Sin embargo, el informe también indicaba que el muelle no requería ningún tipo de adaptación sísmica.
A partir de 2013, la propiedad del estacionamiento y el acceso al muelle fue transferido a la ciudad de Foster. Los conceptos iniciales para el espacio recientemente adquirido incluían una posible pista de hielo y una terminal de transbordador, pero se consideró que el terreno era demasiado sensible al medio ambiente para soportar un uso de alta intensidad. A partir de 2015 se está construyendo un nuevo parque aún sin nombre.

## Peajes
Los peajes sólo se cobran del tráfico hacia el oeste en la plaza de peaje del lado este del puente. Desde julio de 2010, la tarifa de peaje para los automóviles de pasajeros es de 5 dólares. Para los vehículos con más de dos ejes, la tarifa de peaje es de $5 por eje. Los conductores pueden pagar en efectivo o utilizar el dispositivo electrónico de cobro de peaje FasTrak. Durante las horas pico de tráfico, los dos carriles de la izquierda están designados como carriles HOV, lo que permite que los vehículos compartidos que transportan a dos o más personas o motocicletas pasen por un peaje de $2.50 dólares. Los siguientes tres carriles son sólo FasTrak. Durante las horas no pico, los dos carriles HOV se convierten en carriles FasTrak-only.